# Ото Кристиан фон Ленте
Ото Кристиан фон Ленте (на немски: Otto Christian von Lenthe; * 27 юли 1706 в Ленте, част от град Герден; † 9 май 1750 в Хановер) е благородник от стария род фон Ленте в региона на Хановер в Долна Саксония.
Той е син на Албрехт/Алберт Вернер фон Ленте (1681 – 1727) и съпругата му Доротея София фон Мюнххаузен (1689 – 1708), дъщеря на Ото фон Мюнххаузен (1643 – 1717) и Анна Сидония фон Арнщет (1662 – 1701). Внук е на Дитрих Кристиан фон Ленте (1630 – 1696) и Магдалена Илза фон Реден (1643 – 1711). Правнук е на Ерих фон Ленте (1597 – 1683) и Мария Агнес Шенк фон Флехтинген (1602 – 1641).

## Фамилия
Ото Кристиан фон Ленте се жени на 11 юни 1737 г. в Лам за фрайин Флорина София фон Лихтенщайн (* 11 юни 1716, Лам; † 7 май 1756, Хановер), дъщеря на фрайхер Адам Хайнрих Готлоб фон Лихтенщайн (1693 – 1747) и Анна Урсула Катарина фон Алвенслебен (1699 – 1717), дъщеря на Гебхард Йохан II фон Алвенслебен (1642 – 1700). Те имат два сина:
- Карл Левин Ото фон Ленте (* 16 юни 1749, Хановер; † 28 ноември 1815, Целе, Хановер), женен на 4 юли 1786 г. в Ретмар за графиня Хенриета София Фридерика Сабина фон Бенингсен (* 27 октомври 1769, Хановер; † 8 април 1850, Целе, Хановер), внучка на руския генерал Леонтий Бенингсен; имат син и две дъщери:
  - Карл Фридрих Юлиус фон Ленте (* 17 май 1788; † 22 март 1874); има син
  - Мариана Августа фон Ленте (* 12 януари 1790; † 19 май 1873), омъжена на 15 февруари 1810 г. в Прага за принц Карл Вилхелм фон Ауершперг (* 17 август 1783; † 18 декември 1847)
  - Фридерика Луиза Вилхелмина Хенриета фон Ленте (* 13 февруари 1791, Целе; † 5 ноември 1860, Прага), омъжена на 15 февруари 1810 г. в Прага за 7. княз Карл Вилхелм Филип Виктор фон Ауершперг (* 5 октомври 1782, Прага; † 25 януари 1827), брат на съпруга на сестра ѝ; Празнува се двойна сватба в Прага.[4]
- Ернст Лудвиг Юлиус фон Ленте (* 28 декември 1744, Хановер; † 12 декември 1814, Хановер), юрист, дипломат, министър в Лондон, женен на 22 октомври 1772 г. в Нинбург (развод 1788) за София Вилхелмина Луиза фон Хазберг (* 18 юни 1757 в Нинбург; † април 1835 в Палермо), имат дъщеря

- Горният чифлик Ленте
- Долният чифлик Ленте